# سیارک ۳۵۵۷
سیارک ۳۵۵۷ (به انگلیسی: 3557 Sokolsky، نامگذاری:1977QE1) سه هزار و پانصد و پنجاه و هفتمین سیارک کشف شده‌است که در ۱۹ اوت ۱۹۷۷ کشف شد.
قدر مطلق سیارک برابر ۱۰٫۸۰ است.